# Lamprotes mikadina
Lamprotes mikadina là một loài bướm đêm trong họ Noctuidae.